# 歐塞奇堡鎮區 (密蘇里州傑克遜縣)
歐塞奇堡鎮區（英語：Fort Osage Township）是位於美國密蘇里州傑克遜縣的一個行政鎮區。

## 地方資料
歐塞奇堡鎮區的面積為182.33平方千米，當中陸地面積為179.08平方千米，而水域面積為3.25平方千米。根據2020年美國人口普查的數據，當地共有人口6703人，而人口密度為每平方千米36.76人。